# 巨大猪笼草
巨大猪笼草（学名：Nepenthes maximoides）是菲律宾吕宋岛特有的豬籠草，也使得該島的豬籠草種類達到8種，其中7種皆為島上的特有物種。巨大豬籠草 (N. maximoides)與大豬籠草 (N. maxima) 非常相似，上位籠大且壯觀，呈現狹長的漏斗狀，籠蓋上有一個下彎的基部和絲狀的附屬物，這個特徵是菲律賓其他種豬籠草沒有的。